# Mauth (powiat Freyung-Grafenau)
Mauth – miejscowość i gmina w Niemczech, w kraju związkowym Bawaria, w rejencji Dolna Bawaria, w regionie Donau-Wald, w powiecie Freyung-Grafenau. Leży w Lesie Bawarskim, około 9 km na północ od miasta Freyung, nad rzeką Ilz, przy granicy z Czechami i Parku Narodowym Lasu Bawarskiego.

## Dzielnice
W skład gminy wchodzą trzy dzielnice: Annathal, Mauth, Finsterau.

## Demografia
| Rok  | Liczba mieszk. |
| ---- | -------------- |
| 1970 | 2 552          |
| 1987 | 2 478          |
| 2000 | 2 597          |
| 2005 | 2 529          |
| 2008 | 2 407          |

### Struktura wiekowa
Dane o ludności z 31 grudnia 2008:
| Opis                                | Ogółem | Ogółem | Kobiety | Kobiety | Mężczyźni | Mężczyźni |
| ----------------------------------- | ------ | ------ | ------- | ------- | --------- | --------- |
| Jednostka                           | osób   | %      | osób    | %       | osób      | %         |
| Populacja                           | 2407   | 100    | 1228    | 51,02   | 1179      | 48,98     |
| Wiek przedprodukcyjny (0–17 lat)    | 384    | 15,95  | 183     | 7,6     | 201       | 8,35      |
| Wiek produkcyjny (18–65 lat)        | 1509   | 62,69  | 729     | 30,29   | 780       | 32,41     |
| Wiek poprodukcyjny (powyżej 65 lat) | 514    | 21,35  | 316     | 13,13   | 198       | 8,23      |

## Polityka
Wójtem jest Max Gibis z CSU, rada gminy składa się z 14osób.
|      | CSU | SPD | SPD/FWG | FWGMF | ödp | Razem |
| 2008 | 7   | -   | 5       | -     | 2   | 14    |
| 2002 | 6   | 6   | -       | 2     | -   | 14    |

## Oświata
W gminie znajduje się przedszkole oraz szkoła podstawowa (5 nauczycieli, 100 uczniów).